# Aharon Meged
Aharon Meged (hebrejsky: אהרון מגד, v anglickém přepisu Aharon Megged; 10. srpna 1920, Włocławek, Polsko - 23. března 2016, Tel Aviv, Izrael) byl izraelský spisovatel a dramatik.

## Biografie
Narodil se v polském Włocławeku a v roce 1926 imigroval s rodiči do britské mandátní Palestiny. Vyrůstal v Ra'ananě a absolvoval gymnázium Herzlija v Tel Avivu. Po jeho dokončení vstoupil do sionistického mládežnického hnutí a zúčastnil se jeho výcvikového kurzu v kibucu Giv'at Brenner. Po dvanáct let byl členem kibucu Sdot Jam.
Společně se skupinou přátel založil literární týdeník Masa a po patnáct let byl jeho redaktorem. Mimo to pracoval jako literární editor novin la-Merchav a Davar. V letech 1968 až 1971 působil jako kulturní attaché na izraelské ambasádě v Londýně. Na přelomu let 1977 a 1978 byl spisovatel působící (author-in-residence) při Centru hebrejských studií spolupracujícího s Oxfordskou univerzitou. Uskutečnil několik přednáškových turné po Spojených státech a byl spisovatelem působícím při University of Iowa.

## Ocenění
V roce 1974 získal Bialikovu cenu za knihy The Evyatar Notebooks: a novel a Of Trees and Stones. V roce 2003 mu byla udělena Izraelská cena za literaturu. Izraelská cena je udílena od roku 1953 a patří mezi nejvyšší izraelská státní vyznamenání. Mezi další izraelská ocenění, kterých se Megedovi dostalo, patří Brennerova cena, Agnonova cena a Cena ministerského předsedy.